# La Grimaudière
La Grimaudière é uma comuna francesa na região administrativa da Nova Aquitânia, no departamento de Vienne. Estende-se por uma área de 19,09 km². Em 2010 a comuna tinha 412 habitantes (densidade: 21,6 hab./km²).